# Sinais (filme)
Signs (bra: Sinais; prt: Sinais, ou Signs - Sinais) é um filme estadunidense de 2002, dos gêneros drama, ficção científica e suspense, escrito e dirigido por M. Night Shyamalan.
A história centra-se em um ex-padre anglicano chamado Graham Hess, que descobre uma série de círculos em seu milharal. Hess lentamente torna-se convencido de que os fenômenos são o resultado de vida extraterrestre. É estrelado por Mel Gibson, Joaquin Phoenix, Rory Culkin e Abigail Breslin. Signs explora a fé, parentesco e extraterrestres.
Considerando seu custo de US$ 72 milhões, o filme teve um forte sucesso financeiro, após sua exibição nos cinemas e foi, no geral, recebido com resenhas variadas antes de sua estreia, com elogios a sua atmosfera e história, mas críticas ao roteiro e performances.

## Sinopse

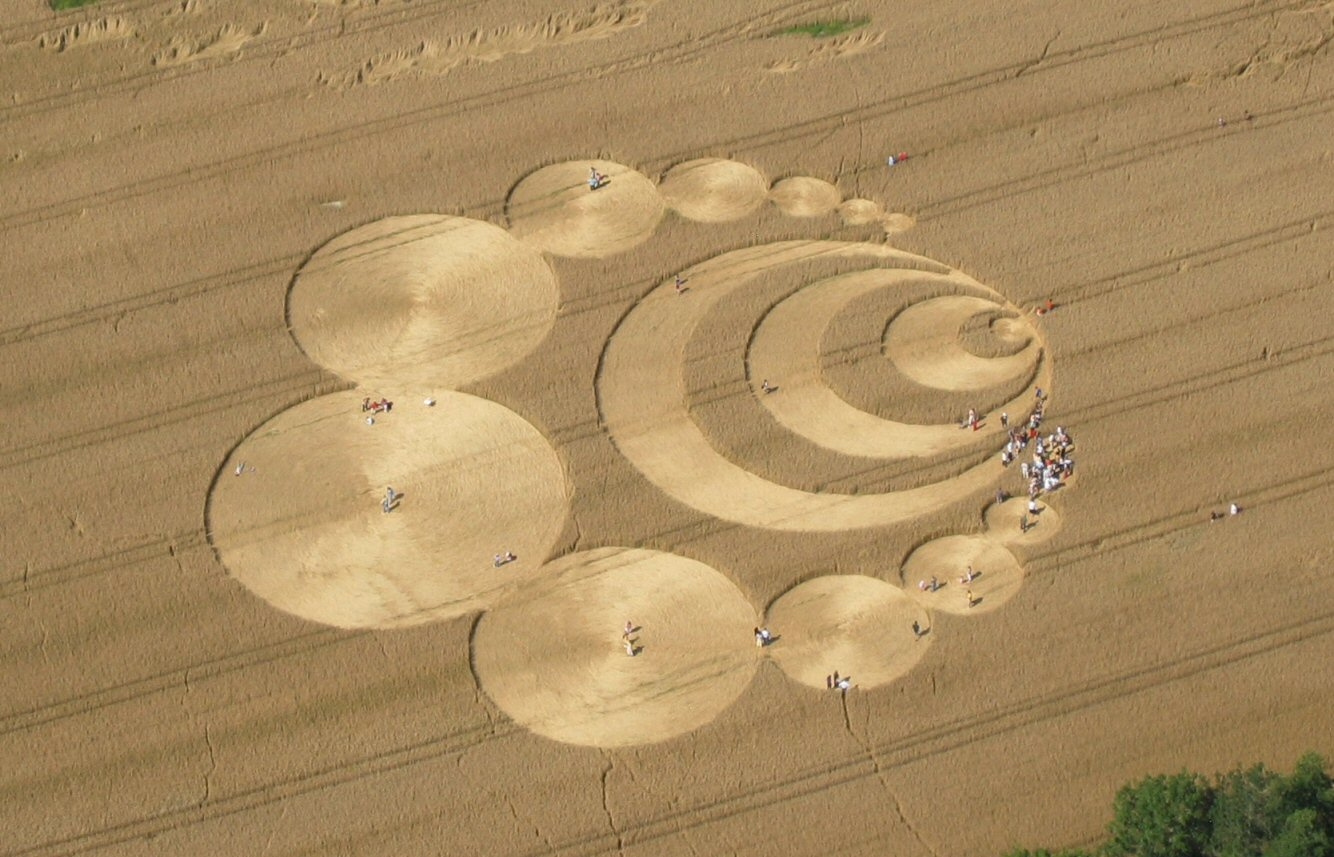
Círculos desenhados em uma plantação

O filme conta a história de uma família que mora em uma fazenda de milho do interior dos Estados Unidos, mais precisamente na Pensilvânia, e que tenta se proteger de uma invasão alienígena. O pai, Graham Hess (Mel Gibson), é um pastor episcopal que perdeu sua fé e abandonou o ministério após sua esposa morrer atropelada por um motorista adormecido ao volante (interpretado pelo próprio diretor do filme, M. Night Shyamalan). Ele mora com seu irmão Merril (Joaquin Phoenix), ex-jogador da liga amadora de beisebol; e seus filhos Morgan (Rory Culkin), que sofre de asma; e Bo (Abigail Breslin), que espalha copos d'água pela casa por nunca bebê-los até o fim.

## Elenco
- Mel Gibson .... Graham Hess, um ex-pastor episcopal, irmão mais velho de Merrill e pai de Morgan e Bo.
- Joaquin Phoenix .... Merrill Hess, irmão mais novo de Graham e tio de Morgan e Bo, que vive com eles. Ele é um ex-jogador de beisebol da liga amadora.
- Rory Culkin .... Morgan Hess, filho de Graham Hess, o irmão mais velho de sua irmã Bo, e sobrinho de Merrill.
- Abigail Breslin .... Bo Hess, filha de Graham Hess, irmã mais nova de Morgan, e sobrinha de Merrill. A caçula da família Hess.
- Cherry Jones .... Oficial Paski
- M. Night Shyamalan .... Ray Reddy, o homem responsável pela morte de Colleen, para o qual ele se sente profundamente arrependido.
- Patricia Kalember .... Collen Hess, a falecida esposa de Graham, mãe de Morgan e Bo e cunhada de Merrill. Ela é vista apenas nos flashbacks de Graham.
- Ted Sutton .... SFC Cunningham, um recrutador do Exército.
- Merritt Wever .... Tracey Abernathy, uma assistente farmacêutica.
- Lanny Flaherty .... Sr. Nathan
- Marion McCorry .... Sra. Nathan
- Michael Showalter .... Lionel Prichard

## Produção
O diretor M. Night Shyamalan escreveu o roteiro de Signs pensando numa pessoa mais velha para protagonizá-lo. Após a contratação de Mel Gibson refez o roteiro para adequá-lo à idade do ator. Inicialmente seria o ator Mark Ruffalo quem interpretaria o personagem Merrill Hess, mas problemas de saúde o impediram e o papel ficou com Joaquin Phoenix. Antes do início das filmagens, vários campos de milho foram plantados em épocas distintas, para que no filme passassem a impressão de que ocorreram mudanças de estações no decorrer da história. Este é o filme de estreia de Abigail Breslin.

### Trilha sonora
Todas as músicas compostas por James Newton Howard.

#### Lista de faixas
| N.º | Título                       | Duração |  |
| 1.  | "Main Titles"                | 1:45    |  |
| 2.  | "First Crop Circles"         | 3:15    |  |
| 3.  | "Roof Intruder"              | 2:20    |  |
| 4.  | "Brazilian Video"            | 1:56    |  |
| 5.  | "In the Cornfield"           | 5:40    |  |
| 6.  | "Baby Monitor"               | 1:07    |  |
| 7.  | "Recruiting Office"          | 2:07    |  |
| 8.  | "Throwing a Stone"           | 5:47    |  |
| 9.  | "Boarding Up the House"      | 3:00    |  |
| 10. | "Into the Basement"          | 5:23    |  |
| 11. | "Asthma Attack"              | 3:42    |  |
| 12. | "The Hand of Fate (Parte 1)" | 5:32    |  |
| 13. | "The Hand of Fate (Parte 2)" | 3:47    |  |

## Recepção
No site agregador de críticas Rotten Tomatoes, 75% das 242 resenhas dos críticos são positivas. O consenso diz que "Shyamalan prova mais uma vez ser um especialista em construção de suspense e dando calafrios na audiência." O Metacritic, que usa uma média ponderada, atribuiu ao filme uma pontuação de 59 em 100, baseado em 36 críticos, indicando críticas "mistas ou médias".
Roger Ebert deu ao filme quatro estrelas, escrevendo "Sinais, de M. Night Shyamalan é o trabalho de um cineasta, capaz de armar-se de apreensão do nada. Quando acabou, não pensamos sobre o quão pouco foi decidido, mas o muito que se tem experimentado ... No final do filme, eu tinha que sorrir, reconhecendo como Shyamalan tem escavado uma recompensa. Ele sabe, como qualquer sentido, que os pagamentos estavam entediados". Nell Minow do Common Sense Media deu ao filme quatro de cinco estrelas; ela muitoe o elenco e direção de Shyamalan, dizendo que sua única falha foi não deixar nada para a imaginação do público.
Mike LaSalle do San Francisco Chronicle deu ao filme uma estrela de quatro, sentindo que o filme tinha "poucos pensamentos e nenhuma emoção". Todd McCarthy da revista Variety criticou o filme por sua falta de originalidade, escrevendo "Depois do extenuado Unbreakable e agora o escasso Signs, é justo especular se a persistência de Shyamalan em replicar a fórmula de outro mundo de The Sixth Sense pode não ser um exercício fútil e auto-destrutivo".